# Remparts de Saint-Lô
Les remparts de Saint-Lô correspondent à l'enceinte urbaine de la ville haute, dont les vestiges se dressent sur le territoire de la commune française de Saint-Lô, dans le département de la Manche, en région Normandie.
Les vestiges des remparts sont inscrits au titre des monuments historiques.

## Localisation
Les remparts enserrent le cœur historique de Saint-Lô, le quartier de l'« Enclos », perché sur un promontoire rocheux, dominant la vallée de la Vire à l'ouest et les vallons de deux de ses affluents au nord et au sud (la Dollée et le Torteron), dans le département français de la Manche.

## Historique

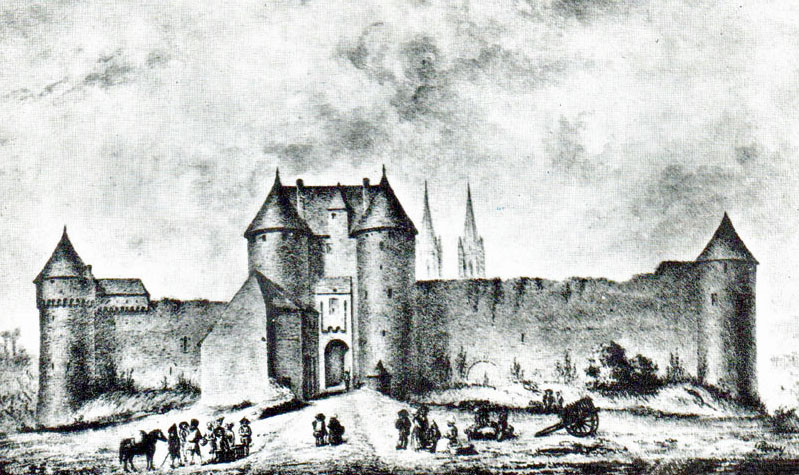
Lithographie présentant le front oriental des remparts de Saint-Lô avant leur démolition en 1812. La tour de droite est conservée (tour de la Poudrière).

On attribue à Charlemagne la construction des premières fortifications, auxquelles se seraient heurtés les Vikings, lors du siège de la ville en 890, avant de finalement massacrer les habitants. De nouveaux remparts en bois sont édifiés au XIe siècle, progressivement remplacés par de solides murailles en pierre. Les fortifications laisseront au XIIe siècle s'infiltrer l'armée de Geoffroy Plantagenêt. C'est à cette époque que l'enceinte est remplacée par celle que nous connaissons et renforcée d'une quinzaine de tours.
Les remparts qui cernent la ville haute sont l’œuvre des évêques de Coutances, barons de Saint-Lô. Commencés au XIIIe, ils sont achevés au XIVe siècle après le pillage en 1346 de la ville par les troupes d'Édouard III d'Angleterre.
Une citadelle est édifiée en 1574, après l'occupation de la ville par les protestants en 1567 et 1574, par Jacques II de Matignon, dont il reste la tour des Beaux-Regards et la tour de la Poudrière.
Sous les anciens remparts, les Allemands creusèrent un souterrain afin d'abriter un hôpital, et où, le 6 et 7 juin 1944 trouvèrent refuge les habitants.

## Description
Les murailles de Saint-Lô se présentent sous la forme d'une longue enceinte quadrangulaire assez bien conservée mais arasée au niveau du plateau, sauf sur son flanc est, où elle a disparu, enserrant un espace de 3 à 4 hectares. Les destructions de 1944, ont permis de dégager l'enceinte urbaine des bâtiments parasites qui prenaient appui sur ses murs, permettant d'en rétablir le tracé sur trois de ses côtés. Les murs sont en petit appareil de schiste et l'enceinte était flanquée d'une quinzaine de tours, dont il en subsiste douze avec notamment celles : de la Rose au nord, près de la porte Dollée, de Torteron, de la Teste-Dieu, du Belle, et Nicques qui sont arasées à hauteur du rempart, à l'exception au sud-ouest, de la tour des Beaux-Regards ou du Beauregard, anciennement de la Moulerie, au sud, située en vis à vis du Pont de Vire et de l'ancien Hôtel-Dieu, qui a conservé ses mâchicoulis et au nord-est, sur la promenade des remparts, la tour de la Poudrière, conservée dans toute sa hauteur donnant ainsi la hauteur originelle de l'enceinte.
La muraille était percé de trois portes, toutes flanquées de deux grosses tours avec pont-levis et avant-portes, donnant accès à la ville. À l'est, la porte du Neuf-Bourg, détruite en 1821 avec le front oriental, au nord la porte Dollée avec sa double porte fortifiée qui a perdu son dernier étage, et au sud, sur la rue Torteron, la porte au Lait,.

### Tour des Beaux-Regards
La tour, qui domine de 4 m le sol des jardins voisins et a des murs de 1,50 m d'épaisseur, a conservé ses mâchicoulis, qui reposent sur des corbeaux à trois redans superposés, et est accosté d'une bretèche. Elle comportait jadis deux étages. Le seul qui soit
accessible est percé de trois embrasures disposées de façon que l'artillerie couvrît de ses feux le Pont de Vire et ses abords, ainsi que l'ancien chemin de Saint-Lô à Avranches. Elle devait aussi les croiser avec ceux de la tour la Rose.

### Iconographie
Une vue cavalière du « Vieux Saint-Lô » était conservée, avec d'autres peintures représentant des villes normandes liées à la famille de Matignon, dans les parties basses de la grande galerie du château de Torigni qui a brûlé en 1944 dans l'incendie du château. Certaines vues cependant avaient été copiées et sont parvenues jusqu'à nous dont l'huile sur toile de Saint-Lô reproduite en 1882 par Hippolyte Mariette et conservée au Musée d'art et d'histoire de Saint-Lô.

## Protection
Au titre des monuments historiques :
- les vestiges des remparts sont inscrits par arrêté du 12 décembre 1945[9] ;
- la poterne, située rue de la Poterne - place des Beaux-Regards, est inscrite par arrêté du 22 octobre 1937[10].

## Parcours de visite
En suivant la rue des Noyers, où il subsiste trois tours, dont la première, à l'angle nord-est, la tour circulaire de la Poudrière, conservée sur toute sa hauteur et deux autres en forme de fer à cheval arasées à hauteur de courtines. Ensuite la muraille est percée par la porte Dolée, précédée par deux avants-tours. Cette puissante double porte a perdu son dernier niveau. En poursuivant par la rue de la Poterne, au pied du rocher, on peut voir trois tours, l'une, circulaire, à l'éperon nord du rocher comme celle située à l'éperon sud, tour des Beaux-Regards, celle du milieu étant en fer à cheval. Côté sud, on trouve d'est en ouest en suivant la rue Torteron, une petite tour en demi-lune, une tour à éperon à deux faces et deux flancs, de seize pas de façade, faisant office de bastion, puis dans un décrochement de la muraille, la porte au Lait, flanquée par deux grosses tours circulaires et protégées par une tête de pont. Poursuivant rue Havin, on rencontre deux tours circulaires arasées. Le font est qui traversait la place de l'hôtel de ville a été détruit en 1821. De ce côté, la muraille était percée d'une porte dite du Neuf-Bourg. À noter, sur le font ouest, une poterne, aujourd'hui murée.

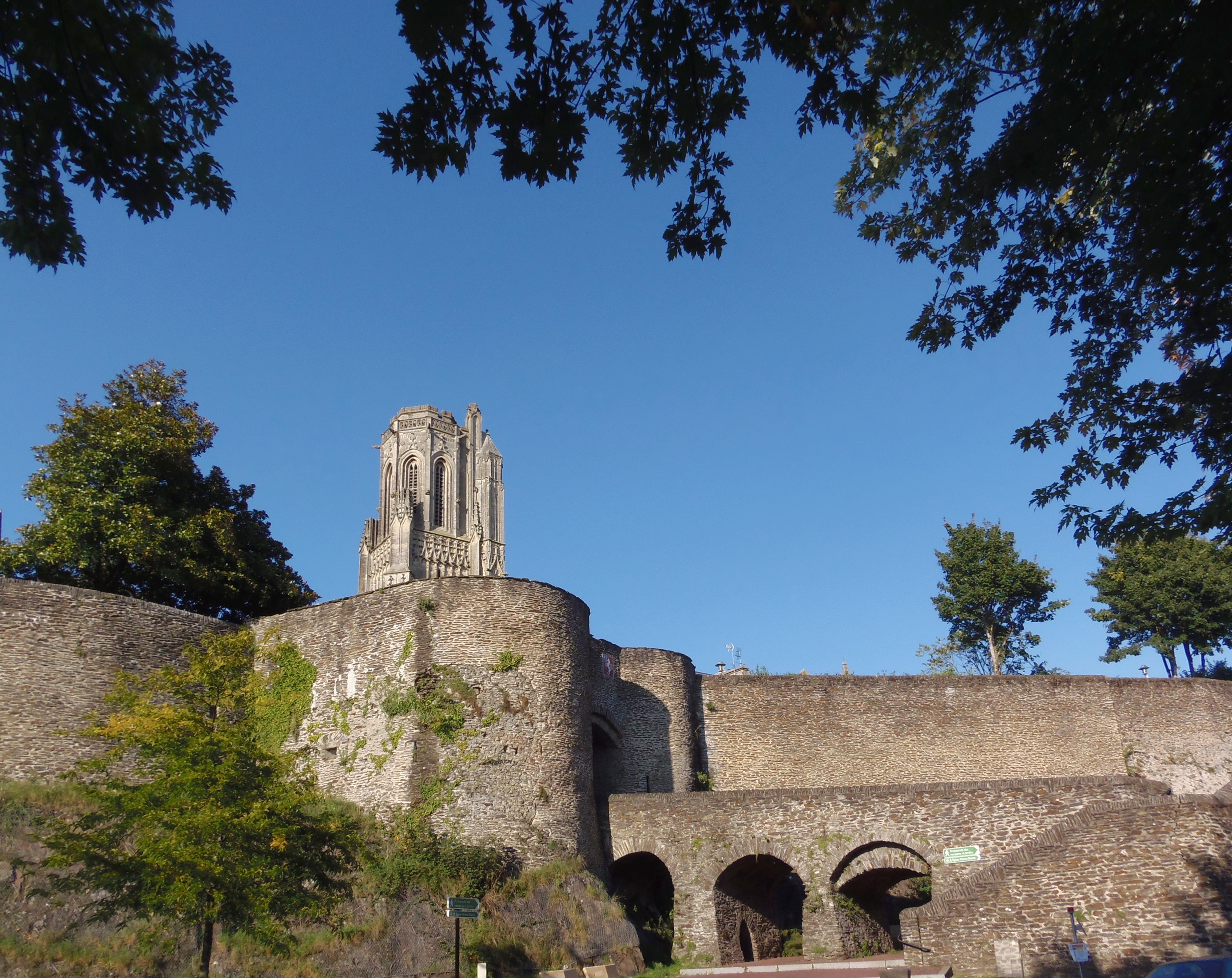
La porte au Lait et le clocher de l'église Notre-Dame.
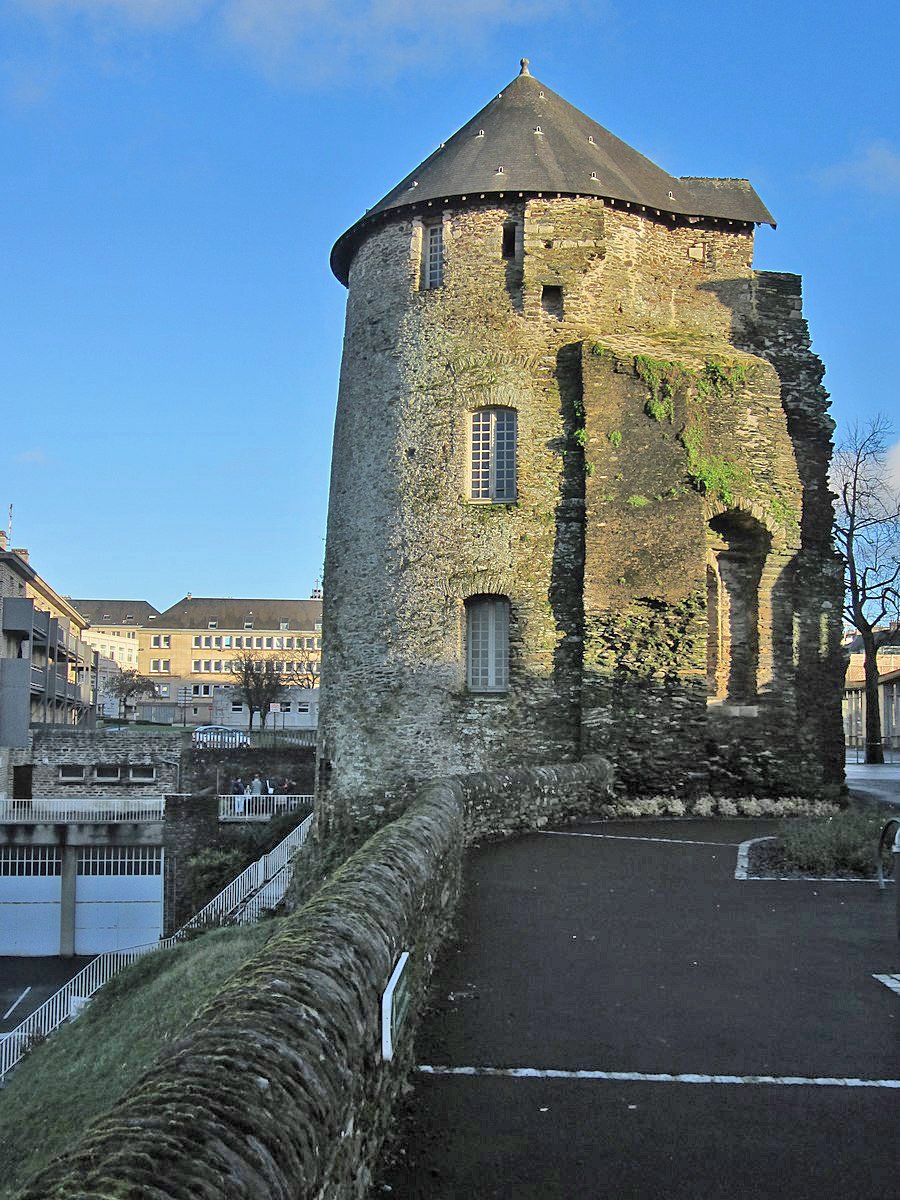
La tour de la Poudrière.
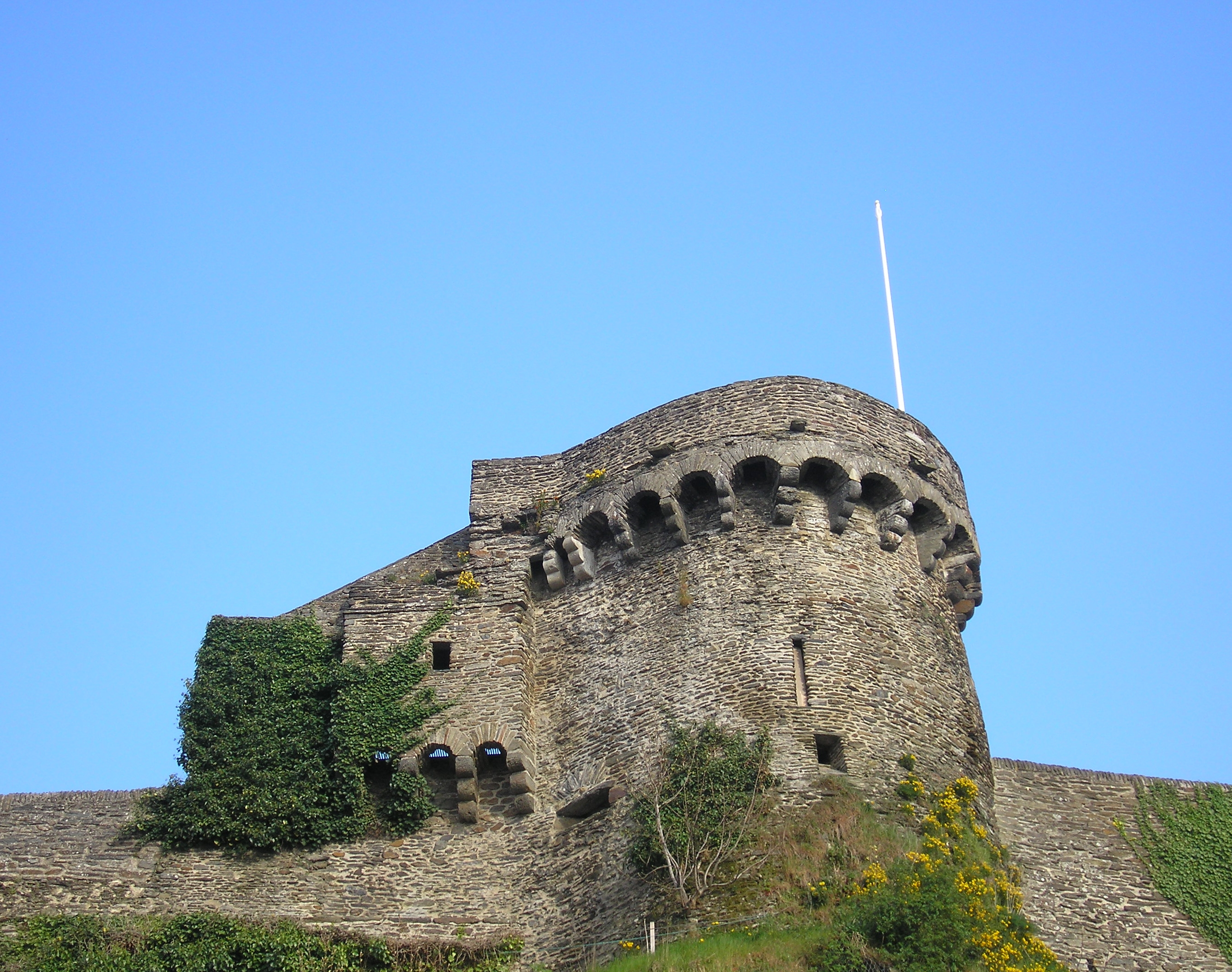
La tour des Beaux-Regards.
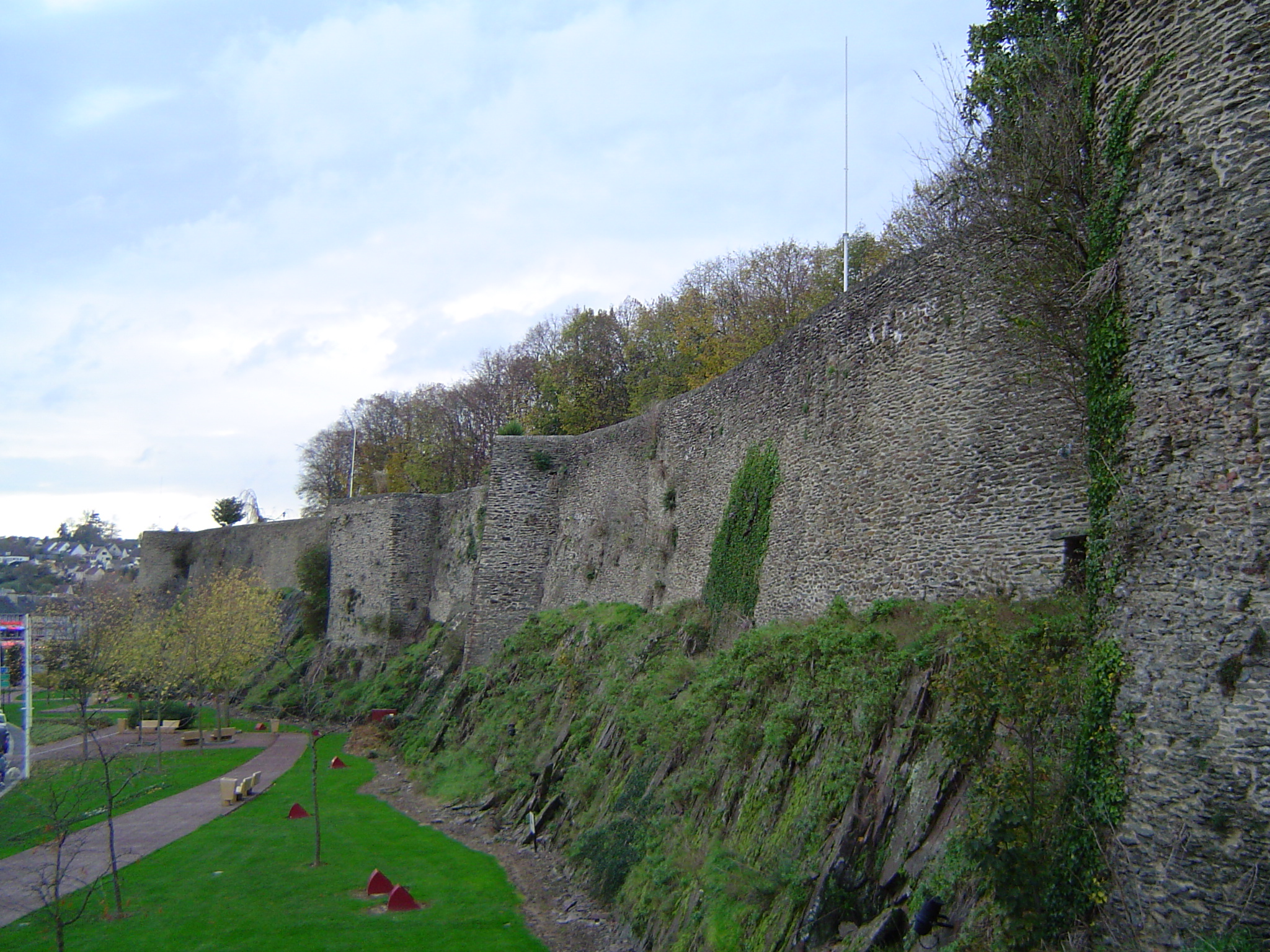
Les remparts sud vus de la porte au Lait.